# Verschepolder
De Verschepolder is een kleine polder die zich direct ten noorden van Retranchement bevindt. Ze behoort tot de Polders van Cadzand, Zuidzande en Nieuwvliet.
Het is een kleine polder van het Zwin, die slechts 9 ha groot is. Vermoedelijk is het een herdijking van eerder ondergelopen land. In 1438 werd de Verschepolder reeds vermeld als het Varsche polderkin, maar ze is vermoedelijk vóór 1423 – toen de Zandpolder ontstond – ingedijkt.

## Natuurgebied
Begin 2002 trad een ontwikkelingsplan in werking om 13 ha nieuwe natuur te scheppen. Aldus zou een natuurgebied ontstaan dat aansloot bij de Wallen van Retranchement, de Willem-Leopoldpolder en het Zwin. De polder is rijk aan reliëf en het natuurgebied wordt in tweeën gedeeld door de herstelde zeedijk.
De polder is een voortplantingsgebied van de boomkikker en de kamsalamander. Tot de vlinders kan het bruin blauwtje worden gerekend, en libellen zijn: paardenbijter, platbuik, gewone oeverlibel, bloedrode heidelibel, houtpantserjuffer en lantaarntje.